# Quan hệ Tòa Thánh – Việt Nam
Quan hệ ngoại giao giữa Tòa Thánh và Việt Nam trong lịch sử chưa bao giờ được thiết lập chính thức mặc dù Việt Nam là một quốc gia có số lượng giáo dân Công giáo lớn ở châu Á. Cho tới hiện nay, cấp bậc cao nhất trong mối quan hệ giữa Tòa Thánh và Việt Nam mới chỉ là Khâm sứ Tòa Thánh nhưng chỉ tới năm 1975.
Tuy nhiên, những năm gần đây, hai bên đã cử những đại diện ngoại giao đến viếng thăm lẫn nhau. Vào tháng hai năm 2009, phái đoàn của Tòa Thánh do Thứ trưởng Ngoại giao - Đức ông Pietro Parolin (nay là Hồng y Quốc vụ khanh tức Ngoại trưởng Tòa Thánh) dẫn đầu - đã đến thăm và làm việc tại Hà Nội, cả hai bên đã quyết định thành lập các "Nhóm Công tác hỗn hợp Việt Nam - Vatican" để thảo luận vấn đề về quan hệ ngoại giao.
Đến năm 2011, Nhà nước Việt Nam đồng ý để Tòa Thánh bổ nhiệm một vị Đại diện không thường trú tại Việt Nam, và vị tiên khởi là Tổng Giám mục Leopoldo Girelli. Ngày 20 tháng 10 năm 2018, sau cuộc hội kiến của ông Trương Hòa Bình, Phó Thủ tướng Việt Nam với Giáo hoàng Phanxicô, hai bên nhất trí sẽ nâng cấp quan hệ ngoại giao lên mức "Đại diện Thường trú".
Lần gần đây nhất mà phái đoàn Vatican đến Việt Nam là vào 18/1/2018, do Thứ trưởng Bộ Ngoại giao Vatican, Đức ông Antoine Camilleri dẫn đầu. Phái đoàn đã lần lượt tiếp kiến Thủ tướng Nguyễn Xuân Phúc,  Phó Thủ tướng, Bộ trưởng Ngoại giao Phạm Bình Minh; gặp làm việc với Thứ trưởng thường trực Ngoại giao Bùi Thanh Sơn và Trưởng ban Ban Tôn giáo Chính phủ Vũ Chiến Thắng. Ngày 20 tháng 10 cùng năm, sau cuộc hội kiến của ông Trương Hòa Bình, Phó Thủ tướng Việt Nam với Giáo hoàng Phanxicô, hai bên nhất trí sẽ nâng cấp quan hệ ngoại giao lên mức "Đại diện Thường trú". Nhân dịp này, ông Bình cũng chuyển lời mời của Thủ tướng Nguyễn Xuân Phúc mời Hồng y Quốc vụ khanh Tòa Thánh Pietro Parolin và hồng y này đã nhận lời mời này.
Chính phủ Việt Nam và Vatican đã có thỏa thuận (concordat) 3 điểm: không công kích nói xấu lẫn nhau, không ủng hộ một nhóm thứ ba nào để chống bên kia, khi Vatican muốn bổ nhiệm từ giám mục, giám quản trở nên thì phải hỏi ý kiến Chính phủ Việt Nam đồng ý thì Vatican mới ra quyết định. Theo phía Việt Nam, hình thức thỏa thuận là một hình thức phổ biến trong quan hệ của Vatican với các nước trên thế giới nhưng Tòa thánh luôn nhấn mạnh rằng việc bổ nhiệm giám mục "phải xin phép chính phủ" vốn không phải là thông lệ của họ, nhưng họ có thể tạm thời chấp nhận trong bối cảnh quan hệ hai bên đang tiến triển. Tuy nhiên, phía Việt Nam cho rằng vì Tòa thánh là một quốc gia, một chủ thể trong luật pháp quốc tế nên Tòa thánh vẫn phải tuân thủ luật pháp và thông lệ quốc tế.
Ngày 27 tháng 7 năm 2023, hai bên thông báo Việt Nam và Tòa thánh đã ký kết “Thỏa thuận về Quy chế của Đại diện Thường trú của Tòa Thánh và về Văn phòng Đại diện Thường trú của Tòa Thánh tại Việt Nam”, một bước tiến mới trong quan hệ giữa Việt Nam và Tòa Thánh, hướng đến việc thiết lập lại chế độ thường trú của vị Đại diện Thường trú (Khâm sứ) của Tòa Thánh tại Việt Nam, lần đầu tiên kể từ năm 1975.

## Nền tảng ban đầu
Các nhà nghiên cứu đã tìm thấy là Tòa Thánh có liên lạc với Việt Nam từ thời Nhà Lê sơ ở thế kỷ 16. Người ta cho rằng, triều vua Lê Thế Tông (1572–1599), Việt Nam đã bắt đầu có quan hệ với Tòa Thánh, nhưng chưa có một bằng chứng thuyết phục cho lập luận này. Một quốc thư bang giao đầu tiên của Nhà Lê gửi cho Toà Thánh còn được lưu trữ. Nếu như, nếu Trịnh Tráng là người cho chấp bút lá thư này gửi Giáo hoàng Urbanô VIII thì lá thư đó phải được viết dưới thời vua Lê Thần Tông đang tại ngôi (1619-1643). Trịnh Tráng sau này lên kế vị cha là Trịnh Tùng trong khoảng thời gian 1623-1654.
Lá thư này được viết bằng chữ Hán, nếu không có quá nhiều sai lệch thì có thể hiểu nội dung lá thư như sau: Triều đình Việt Nam thời đó đã đón nhận hai nhà truyền giáo tinh thông địa lý và dĩ nhiên hiểu nhiều về giáo lý Công giáo, chủ yếu là lòng tin-cậy-mến đối với Thiên Chúa và con người. Các nhà truyền giáo Dòng Tên thời đó muốn làm đẹp lòng các vua chúa Việt Nam, và chinh phục thiện cảm của cộng đoàn mình tiếp xúc, thường mang theo lễ vật dâng lên các vua chúa trước khi lo việc truyền đạo. Theo đối chiếu lịch sử, người ta hiểu rằng hai vị giáo sĩ truyền đạo lúc ấy chính là linh mục Alexandre de Rhodes và Pedro Marquez. Nhưng về phía vua chúa đất Việt, việc buôn bán được xem là chính yếu và lễ vật giao dịch thường thấy lúc đó của Việt Nam là trầm hương, vải vóc và nhãn nhục.
Năm 1659, Giáo hoàng Alexanđê VI ra quyết định thành lập hai Hạt Đại diện Tông Tòa đầu tiên ở vùng lãnh thổ ngày nay thuộc Việt Nam: Hạt Đại diện Tông Tòa Đàng Trong (phía Nam sông Gianh, bao gồm hai đất nước Chiêm Thành và Campuchia) và Hạt Đại diện Tông Tòa Đàng Ngoài (phía Bắc sông Gianh, bao gồm gồm cả một số vùng thuộc miền Nam Trung Quốc). Hai mươi năm sau đó, Tòa thánh chia Hạt Đại diện Tông Tòa Đàng Ngoài thành Tây Đàng Ngoài và Đông Đàng Ngoài, chính thức giao quyền cho Hội Thừa sai Paris phụ trách. Năm năm sau khi phân tách Hạt Đại diện Tông Tòa Đàng Ngoài, Hạt Đại diện Tông Tòa Đàng Trong cũng được chia thành 2 Hạt đại diện Tông Tòa Bắc Đàng Trong và Nam Đàng Trong.
Năm 1774, giám mục Bá Đa Lộc (Pigneau de Behaine) trợ giúp Nguyễn Ánh lật đổ nhà Tây Sơn. Nguyễn Ánh cũng từng cử người này đi cầu viện Pháp và ủy quyền ký Hiệp ước Véc-xây giữa Pháp và nhà Nguyễn. Nửa thế kỷ sau đó, năm 1858, Pháp bắt đầu xâm lược Việt Nam và lợi dụng Công giáo phục vụ cho việc thống trị của mình. Song song với việc trên, Công giáo cũng câu kết với Pháp để phát triển truyền giáo. Nhận thấy những tác hại khi do tự do truyền đạo Công giáo, nhà Nguyễn ban hành các chỉ dụ cấm đạo. Sau nhiều chỉ dụ cấm truyền đạo, năm 1869 vua Tự Đức ra chỉ dụ bãi bỏ việc cấm đạo Công giáo.
Năm 1922, Thượng thư Bộ Lại Nguyễn Hữu Bài - thành viên thuộc phái đoàn vua Khải Định sang Pháp - đã đến Rôma yết kiến Giáo hoàng Piô XI để thỉnh cầu bổ nhiệm Khâm sứ Tòa Thánh tại Việt Nam và phong chức Giám mục cho các linh mục bản xứ. Vì thế, trong năm đó, Giáo hoàng Piô XI đã cử Giám mục Henri Lécroart - một giáo sĩ Dòng Tên là Giám mục giáo phận Chi Li (có tài liệu khác cho là giáo phận Thiên Tân, Trung Hoa) - làm Thanh tra Tông Tòa (tiếng Pháp: Visiteur Apostolique) đi quan sát tình hình các giáo phận ở Đông Dương, đặc biệt là về cách tổ chức các chủng viện và chương trình giáo dục. Đây chính là hoạt động đầu tiên của thời kỳ mà khu vực Đông Dương lập quan hệ với Tòa Thánh. Trong cuộc họp tại Phát Diệm với 11 Giám mục giáo phận từ ngày 4 đến 9 tháng 2 năm 1923 và tại Sài Gòn với 7 Giám mục giáo phận ngày 20 tháng 6 năm 1923, các Đại diện Tông Tòa ở vùng Đông Dương đã đề nghị Thánh Bộ Truyền giáo đổi tên các giáo phận theo tên các thành phố có đặt tòa Giám mục.
Ngày 20 tháng 5 năm 1925, Tòa thánh lập Tòa Khâm sứ Đông Dương đặt tại Phú Cam - Huế và cử Khâm sứ Tòa thánh đến Việt Nam. Năm 1933, lần đầu tiên có linh mục người Việt được truyền chức giám mục. Năm 1945, Tòa thánh bổ nhiệm thêm 4 giám mục người Việt.

## Những khúc mắc trong lịch sử

### Chiến tranh bán đảo Đông Dương

#### 1945–1954
Theo Bộ ngoại giao Việt Nam hiện nay, Tòa Thánh tỏ thái độ thù địch với nước Việt Nam Dân chủ Cộng hòa vừa chính thức khai sinh. Tuy nhiên, có một số giám mục tiên khởi là người Việt, trong đó có bốn vị còn sống khi Việt Nam giành độc lập, đã viết một bức điện thư gửi đến Tòa Thánh, bày tỏ lòng yêu nước, kêu gọi sự ủng hộ chính quyền mới thành lập của nước Việt Nam. Người có sáng kiến này là Giám mục Tiên khởi Gioan Baotixita Nguyễn Bá Tòng. Chủ tịch Hồ Chí Minh cũng mời Giám mục Đa Minh Maria Hồ Ngọc Cẩn làm cố vấn chính phủ từ năm 1945 và Giám mục Tađêô Lê Hữu Từ từ năm 1946. Quốc hội Việt Nam khóa I đã gửi một thông điệp tới Giáo hoàng, và Giáo hoàng đã trả lời bức thông điệp đấy, bày tỏ "tình phú ái và lòng âu yếm nhiệt hành" với dân tộc Việt Nam.

#### Chiến tranh Việt Nam
Sau Hiệp định Genève, Giáo hội Công giáo hậu thuẫn hàng vạn giáo dân từ miền Bắc di cư vào Nam. Năm 1955, Tòa thánh rút Khâm sứ khỏi miền Bắc, dưới quyền Việt Nam Dân Chủ Cộng hòa, đồng thời công nhận chính quyền Ngô Đình Diệm và quyết định thành lập Tòa Khâm sứ tại Sài Gòn năm 1959. Từ đầu những năm 60, Tòa Thánh thay đổi thái độ đối với chính quyền Việt Nam Dân Chủ Cộng hòa. Ngày 24 tháng 11 năm 1960, Giáo hoàng Gioan XXIII ra Sắc chỉ thiết lập hàng giáo phẩm Công giáo ở Việt Nam.

#### 1975–1986
Sau ngày Việt Nam thống nhất 30 tháng 4 năm 1975, chính quyền Việt Nam Dân Chủ Cộng Hòa yêu cầu Khâm sứ Tòa Thánh rời Việt Nam. Nhận được yêu cầu này, tháng 8 cùng năm, Khâm sứ Tòa thánh rời Sài Gòn, chấm dứt sự có mặt của đại diện Tòa thánh tại Việt Nam.
Ngày 14 tháng 5 năm 1975, một nhóm linh mục và giáo dân gồm có linh mục Trương Bá Cần, Huỳnh Công Minh, Vương Đình Bích, Phan Khắc Từ... kéo đến tòa khâm sứ Sài Gòn để có những hành vi kích động đòi Tổng giám mục Henri Lemaitre từ chức vì họ cho rằng ông có trách nhiệm trong việc bổ nhiệm Giám mục Phanxicô Xaviê Nguyễn Văn Thuận vào nhiệm vụ Tổng giám mục phó Sài Gòn. Tối ngày 3 tháng 6 năm 1975, họ trở lại lần nữa và ở lỳ qua đêm tại tòa khâm sứ.
Từ thời điểm đó cho đến thập niên 1980, quan hệ nhà nước Việt Nam với Toà Thánh Vatican thường xuyên xảy ra căng thẳng, có tính cách đối đầu hơn là xây dựng cảm thông hòa dịu. Có thể nguyên nhân sâu xa là các quan hệ và thái độ từ quá khứ: giữa Giáo hội Công giáo hoàn vũ với chủ nghĩa cộng sản và giữa thành phần Công giáo với lực lượng cộng sản trong Chiến tranh Đông Dương và Chiến tranh Việt Nam. Tới năm 1980, những đấu hiệu đầu tiên về tái thiết lập quan hệ bắt đầu xuất hiện khi Hội đồng Giám mục Việt Nam được thành lập gồm tất cả các giám mục giáo phận và ra Thư chung với phương châm “Sống Phúc âm giữa lòng dân tộc để phục vụ hạnh phúc của đồng bào. Tháng 7 năm 1989, Tòa thánh cử Hồng y Roger Etchegaray thực hiện chuyến thăm mục vụ đầu tiên tại Việt Nam kể từ sau 1975.

### Thời gian gần đây

#### Một số vụ tranh chấp đất đai
Việc một số linh mục cổ vũ, tham gia trong một số vụ việc tranh chấp tại 42 Phố Nhà Chung, Hà Nội trong thời gian từ cuối năm 2007 đến tháng 1 năm 2008 hay 178 Đường Nguyễn Lương Bằng (Phương Đồn Đa, Hà Nội) trong thời gian tháng 8 năm 2008. Chính Tổng giám mục Tổng giáo phận Hà Nội Giuse Ngô Quang Kiệt cũng ủng hộ và tham gia vào vụ việc này. Trong một phát ngôn thiếu cẩn trọng, vị Tổng giám mục Hà Nội có đoạn phát biểu tại Ủy ban nhân dân thành phố Hà Nội: "Chúng tôi đi nước ngoài rất nhiều, chúng tôi rất là nhục nhã khi cầm cái hộ chiếu Việt Nam. Đi đâu cũng bị soi xét, chúng tôi buồn lắm chứ, chúng tôi mong đất nước mình mạnh lên. Làm sao như một anh Nhật nó cầm cái hộ chiếu là đi qua tất cả mọi nơi, không ai xem xét gì cả. Anh Hàn Quốc bây giờ cũng thế". Câu nói đã gây nên làn sóng phản đối Tổng giám mục Kiệt. Nhiều tờ báo Việt Nam đã trích dẫn câu Chúng tôi rất là nhục nhã khi cầm cái hộ chiếu Việt Nam nhằm lên án Tổng giám mục Kiệt. Báo Thanh Niên nhận định: bỏ qua sự không khéo dùng từ ngữ của ông thì mục đích chính toát ra của cả bài phát biểu là kích động giáo dân và không tôn trọng pháp luật nhà nước, đáng lẽ ra ông không nên có thái độ xấu hổ khi cầm tấm hộ chiếu đó.

#### Formosa Hà Tĩnh năm 2017
Nhiều vụ gây mất trật tự ở Nghệ An, Hà Tĩnh năm 2017 đã làm xấu đi hình ảnh của giáo dân Công giáo ở Việt Nam trong mắt chính quyền. Linh mục Nguyễn Đình Thục dẫn đầu đoàn giáo dân đến Kỳ Anh, tỉnh Hà Tĩnh, để nộp đơn kiện Formosa, doanh nghiệp xả thải làm ô nhiễm nghiêm trọng biển miền Trung. Báo Nghệ An cho biết một số giáo dân trong đoàn quá khích đã dùng đá ném vào lực lượng chức năng, gây ảnh hưởng không nhỏ tới đời sống thường nhật của những người dân bình thường. Theo ghi nhận của phòng viên Đài Tiếng nói Việt Nam, các đối tượng xấu đã kích động khiến bà con giáo dân tụ đông người, tấn công cơ quan chức năng. Phóng viên của cơ quan báo chí này cũng đã chụp được ảnh ông Thục đang kích động người dân. Với những chứng cứ xác thực, cơ quan điều tra đã bắt giữ và tiến hành khởi tố các đối tượng kích động, gây rối trong vụ việc này. Về phía các trang tin ủng hộ Công giáo, báo VietCatholic dẫn lời linh mục Thục cho biết ban đầu vụ ném đá do chính công an khơi mào làm người dân làm theo. Cũng linh mục này cho biết nhiều giáo dân đã bị đánh đập gây thương tích rất nặng. Báo này cũng dẫn chứng hình ảnh nhiều giáo dân bị đánh. Vụ việc được đưa lên Bộ Ngoại giao Hoa Kỳ, nhằm vận động Việt Nam "tự do tôn giáo", bài phát biểu của Nguyễn Văn Thống, đại diện Chiến dịch cứu Đông Yên ngày 15 tháng 5 năm 2017, tại cuộc gặp với Bộ Ngoại giao Hoa Kỳ có đoạn:Hai linh mục [Nguyễn Đình Thục và Đặng Hữu Nam] đã giúp giáo dân trong việc yêu cầu Formosa bồi thường thiệt hại nhưng nhiều lần đến tòa án để nôp đơn đều bị từ chối và bị sách nhiễu. Hiện nay, nhà cầm quyền đang dùng các phương tiện truyền thông của nhà nước và tổ chức các cuộc biểu tình nhằm lăng mạ, đe dọa hai linh mục. Một cuộc biểu tình ngày mùng 6 tháng 5 năm 2017 được nhà nước tổ chức với mục đích kêu gọi tử hình hoặc bỏ tù nhiều năm đối với linh mục Đặng Hữu Nam. Tuy nhiên, Báo Nghệ An lại so sánh hai linh mục này như Judas phản Chúa khi  nhân danh Chúa, nhân danh Giáo hội Công giáo, với thủ đoạn dùng thần quyền kích động bà con giáo dân đi biểu tình, cản trở đời sống hàng ngày. Đài Truyền hình phát thanh Nghệ An còn cho rằng với những hành động của mình, hai linh mục Đặng Hữu Nam và Nguyễn Đình Thục đã lộ rõ bản chất cực đoan phản dân, hại nước. Trong khi trả lời phỏng vấn về Phúc trính tự do tôn giáo Việt Nam của Hoa Kỳ, người phát ngôn Bộ Ngoại giao Việt Nam cho rằng phần viết về Việt Nam tuy có đôi chút điều chỉnh, nhưng vẫn thể hiện sự kỳ thị và xuyên tạc tình hình thực tế về đời sống tín ngưỡng, tôn giáo ở Việt Nam. Đối với vụ việc ở Hà Tĩnh, Bộ Ngoại giao Việt Nam cho rằng việc một số cá nhân hoặc một số nhóm tôn giáo bị các cơ quan chức năng xử lý hình sự, trấn áp là điều tất nhiên, là vì họ vi phạm pháp luật chứ hoàn toàn không phải vì lý do tôn giáo vì họ có đạo. Sự trừng phạt này là vì lợi ích chung của cả xã hội.
Theo chính quyền Việt Nam, linh mục Gioan Baotixita Nguyễn Đình Thục câu kết với linh mục Phêrô Nguyễn Văn Hùng ở Đài Loan, là thành viên tổ chức Việt Tân, một tổ chức bị chính quyền Việt Nam cho là khủng bố, cũng làm xấu đi hình ảnh của của Công giáo Việt Nam.

## Sự ủng hộ của Chính quyền Việt Nam với công giáo
Theo Sách trắng Nhân quyền Việt Nam 2018 do Bộ Ngoại giao xuất bản:
| “ | "Thành phố Hồ Chí Minh đã giao 7.500m2 đất cho Tòa Tổng Giám mục xây dựng Trung tâm mục vụ và Tổng Liên hội Hội thánh Tin lành Việt Nam...òa Giám mục Buôn Mê Thuột được cấp 11.000m2 đất, Tòa Giám mục Đà Nẵng được cấp hơn 9.000m2 đất, Giáo xứ La Vang ở Quảng Trị được cấp thêm 15.000m2 đất đề xây dựng Trung tâm hành hương, Hội truyền giáo Cơ đốc Việt Nam được cấp thêm 6.000m2 đất...Nhà nước hỗ trợ in ấn kinh thánh bằng tiếng dân tộc thiểu số khi đã xuất bản hơn 30.000 cuốn kinh thánh bằng tiếng Ba-na, Ê-đe, Gia-ra" | ” |

Theo báo Nhân dân, nếu so sánh với châu Âu, nơi hằng năm hàng loạt nhà thờ bị phá dỡ do không còn nhu cầu sử dụng vì lượng giáo dân đã giảm trong các thập kỷ qua thì việc các nhà thờ Công giáo luôn được tu sửa đã cho thấy sự phát triển của đời sống Công giáo ở Việt Nam.

## Các chức danh Khâm sứ Tòa Thánh
Khâm sứ Tòa Thánh (Apotolic Delegate) mặc dù chỉ giữ mối liên lạc giữa Giáo hội và nước bản địa về mặt tôn giáo nhưng cũng giữ một chút việc về ngoại giao. 

### Khâm sứ tại Liên bang Đông Dương (Khâm sứ tại Huế)
Ngày 25 tháng 5 năm 1925, Giáo hoàng Piô XI đã cho lập Tòa Khâm sứ Đông Dương (gồm lãnh thổ của Việt Nam, Lào, Campuchia) và Thái Lan, và cử Giám mục Constantin Ajutti làm Khâm sứ Tòa Thánh tại vùng Đông Dương, nhưng chủ yếu là tại Việt Nam. Ban đầu, Khâm sứ Ayuti đặt văn phòng tạm tại Hà Nội. Nhưng vào lúc bấy giờ, dù Hà Nội có vị trí quan trọng nhưng Huế mới là kinh đô của Việt Nam. Vì vậy, sau này, trụ sở Tòa Khâm sứ ở Liên Bang Đông Dương đã được về Huế, gần Nhà thờ chính tòa Phủ Cam. Trong nhiệm kỳ của mình, Giám mục Ajutti luôn xúc tiến cụ thể và tích cực việc hình thành hàng giáo phẩm người bản xứ. Kết quả cụ thể nhất là Toà Thánh đã chọn linh mục người Việt đầu tiên là Gioan Baotixita Nguyễn Bá Tòng làm Giám mục. Ông qua đời khi đang tại nhiệm, trước khi Trụ sở Tòa Khâm sứ tại Huế được khánh thành ngày 1 tháng 5 năm 1928.
Liên tục trong 25 năm sau đó, các Khâm sứ kế vị là Giám mục Columban Dreyer (1928-1937) và Giám mục Antonin Drapier (1937-1950) đều đặt Toà Khâm sứ tại Huế.

### Khâm sứ tại Hà Nội

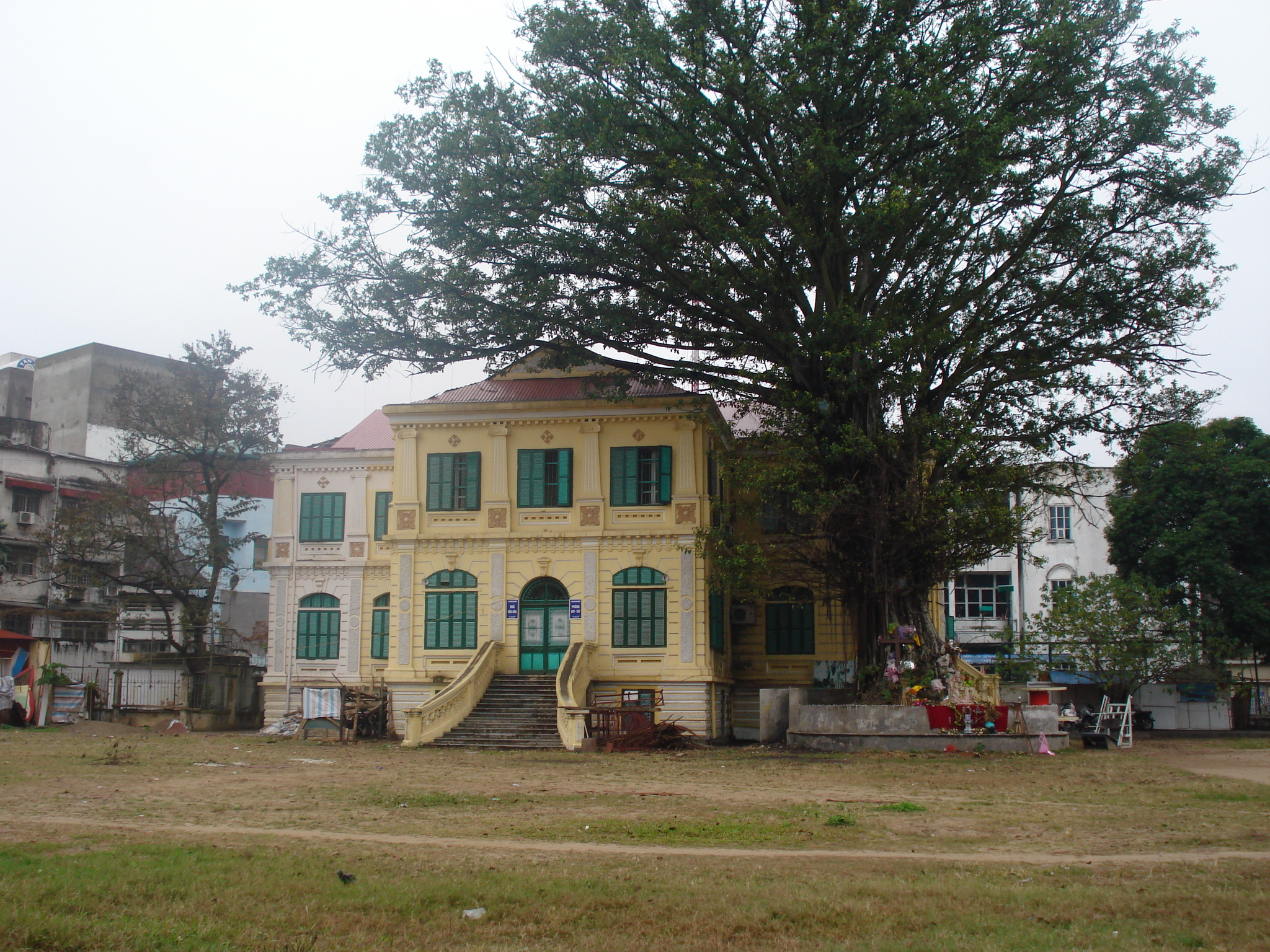
Ảnh tòa nhà 42 Nhà Chung, nơi từng được sử dụng làm trụ sở Tòa Khâm sứ tại Hà Nội.

Năm 1945, Việt Nam tuyên bố độc lập. Từ đó, Huế không còn là kinh đô của Việt Nam và Hà Nội trở thành thủ đô của Việt Nam. Năm 1950, Giáo hoàng Piô XII đã bổ nhiệm Giám mục John Dooley, người Ireland, làm Khâm sứ tại Đông Dương và ngày 18 tháng 10 năm 1951, Khâm sứ Dooley đã quyết định dời trụ sở Toà Khâm sứ từ Huế ra Hà Nội và đặt cạnh Tòa Giám mục Hà Nội.
Sau Hiệp định Genève 1954, Khâm sứ Dooley vẫn tiếp tục giữ cương vị đại diện chính thức của Tòa Thánh tại Hà Nội tới năm 1959. Năm 1954, khi Việt Nam tạm bị chia cắt thành hai vùng tập kết quân sự để chuẩn bị Tổng tuyển cử theo Hiệp định Geneva 1954, Khâm sứ Dooley vẫn ở lại Tòa Khâm Sứ tại Hà Nội cho đến năm 1959. Sau đó, Khâm sứ Dooley vì lý do sức khỏe nên đã rời Hà Nội. Người thay thế ông với cương vị Khâm sứ tạm thời (do chưa được Giáo hoàng bổ nhiệm) là Linh mục Terence O'Driscoll, nhưng sau cũng bị Việt Nam Dân chủ Cộng hòa trục xuất khỏi Việt Nam vào tháng 9 năm 1959.

### Khâm sứ tại Sài Gòn
Tại Miền Bắc Việt Nam, do hoàn cảnh bị cô lập nên Khâm sứ Dooley không thể liên lạc được với các quốc gia thuộc quyền khác nên ngày 15 tháng 2 năm 1956, Tòa Thánh đã cử Giám mục Giuseppe Caprio làm Thanh tra Tông tòa tại thủ đô Sài Gòn của Việt Nam Cộng hòa. Năm 1957, Thanh tra Tông Tòa Sài Gòn được nâng lên thành Đại lý Khâm sứ tại Sài Gòn (Régent Apostolique).
Ngày 9 tháng 12 năm 1955, Tòa Thánh chính thức công nhận chính quyền Việt Nam Cộng hòa. Sau khi Việt Nam Dân chủ Cộng hòa trục xuất Linh mục Terence O'Driscoll khỏi Hà Nội thì Đại lý Khâm sứ tại Sài Gòn được nâng lên thành Khâm sứ Tòa Thánh tại Sài Gòn, cử Giám mục Mario Brini giữ chức khâm sứ để giữ mối liên lạc giữa Tòa Thánh ở Miền Nam Việt Nam, Lào và Campuchia. Giám mục Mario Brini là người có đóng góp lớn trong việc Tòa Thánh quyết định thiết lập Hàng Giáo phẩm Công giáo Việt Nam vào ngày 24 tháng 11 năm 1960. Năm 1964, trách nhiệm liên hệ giữa Tòa Thánh với Lào được chuyển giao cho Tòa Khâm sứ Bangkok còn tại Sài Gòn đảm nhận cho lãnh thổ Nam Việt Nam và Campuchia.
Ngày 17 tháng 6 năm 1964, Giáo hoàng Phaolô VI đã cho đổi Khâm sứ Tòa Thánh tại vùng Đông Dương (Việt Nam, Lào, Campuchia) thành Khâm sứ Tòa Thánh tại Việt Nam và bổ nhiệm Giám mục Angelo Palmas vào chức vụ Khâm sứ Tòa Thánh tại Việt Nam, trụ sở đặt tại Sài Gòn. Ông rời Việt Nam ngày 19 tháng 4 năm 1969 để nhận chức Sứ thần Tòa Thánh tại Colombia.

### Đóng cửa tòa khâm sứ và cắt đứt quan hệ
Sau đó, theo yêu cầu của chính quyền Cộng hòa miền Nam Việt Nam, Khâm sứ Tòa Thánh phải rời Sài Gòn vào tháng 8 năm 1975, chấm dứt sự có mặt của đại diện Tòa Thánh tại Việt Nam. Ngày 19 tháng 12 năm 1975, ông nhận chức Sứ thần Tòa Thánh tại Uganda.
Tới năm 1990, Việt Nam và Tòa Thánh bắt đầu có những tiếp xúc đầu tiên, đặt nền móng cho những phát triển sau này. Hoạt động giao lưu, tiếp xúc giữa hai bên được đẩy mạnh từ những năm 2000 và được Ngoại trưởng Tòa Thánh, Đức Tổng Giám mục Paul Gallagher đánh giá là đang đi đúng hướng.

## Đàm phán nối lại và nâng cấp quan hệ
Quan hệ Tòa Thánh và chính quyền Việt Nam bắt đầu được nối lại bằng những cuộc tiếp xúc trực tiếp từ năm 1990, sau khi Việt Nam bước vào giai đoạn mở cửa. Năm 1994, Campuchia và Tòa Thánh thiết lập quan hệ ngoại giao thì vị Sứ thần tại Campuchia vẫn đảm nhận liên lạc với Việt Nam một cách không chính thức.
Từ cuối thập niên 2000 trở đi, trong khuôn khổ chuyến viếng thăm nước Cộng hòa Italia (hoặc châu Âu), các giới chức cao cấp nhất của nước Cộng hòa Xã hội Việt Nam cũng đã đến hội kiến các vị giáo hoàng đương nhiệm tại Vatican. Ngày 25 tháng 1 năm 2007, Thủ tướng Việt Nam Nguyễn Tấn Dũng đã viếng thăm Vatican, hội kiến Giáo hoàng Biển Đức XVI và Hồng y Quốc vụ khanh Tarcisio Bertone. Đây là vị thủ tướng đầu tiên của Việt Nam đến Vatican hội kiến Giáo hoàng, kể từ sau năm 1975.
Đầu năm 2009, trong bài trả lời phỏng vấn Thông tấn xã Công giáo UCA sau Cuộc viếng thăm Ad Limina, Hồng y Gioan Baotixita Phạm Minh Mẫn (Tổng Giáo phận Thành phố Hồ Chí Minh) cho rằng, cuộc đàm phán thiết lập quan hệ ngoại giao giữa Tòa Thánh và Việt Nam hiện nằm ở phía chính quyền Việt Nam, và "Tòa Thánh đã sẵn sàng để thiết lập quan hệ ngoại giao với Việt Nam trong một thời gian dài. Những vấn đề then chốt hiện nay nằm ở chính quyền Việt Nam".
Ngày 11 tháng 12 năm 2009, Chủ tịch nước Việt Nam Nguyễn Minh Triết hội kiến với Giáo hoàng Biển Đức XVI và Hồng y Tarcisio Bertone tại Vatican. Đây là vị nguyên thủ quốc gia đầu tiên của Việt Nam đến Vatican hội kiến Giáo hoàng, kể từ sau năm 1975. Ngày 8 tháng 1 năm 2011, Hồng y Ivan Dias, Bộ trưởng Bộ Truyền giáo Tòa thánh Vatican với vai trò Đặc sứ của Giáo hoàng sang dự lễ bế mạc Năm Thánh 2010 tại La Vang và đã được Thủ tướng Nguyễn Tấn Dũng tiếp kiến.
Ngày 22 tháng 1 năm 2013, một phái đoàn quan chức cấp cao do Tổng bí thư Đảng Cộng sản Việt Nam Nguyễn Phú Trọng dẫn đầu đã đến thăm Tòa thánh Vatican. Tổng Bí thư Nguyễn Phú Trọng đã có cuộc tiếp kiến trong vòng 30 phút với Giáo hoàng Biển Đức XVI tại Tòa thánh Vatican. Ông đã tặng Giáo hoàng bức sơn mài có hình chùa Một Cột ở Hà Nội, và được Giáo hoàng tặng một bức tranh hình một phông ten trong nội thành Vatican. Giới quan sát nhận định, đây là điều ít khi xảy ra, vì giáo hoàng thông thường chỉ tiếp các nguyên thủ quốc gia, các thủ tướng hoặc các lãnh đạo chính trị tiếng tăm thế giới, ít khi tiếp một lãnh đạo chính đảng. Đoàn Việt Nam cũng đã hội kiến với Hồng y Tarcisio Bertone, Quốc vụ khanh Tòa Thánh, với sự hiện diện của Tổng Giám mục Dominique Mamberti, Ngoại trưởng Tòa Thánh, cùng với một số chức sắc thuộc Bộ ngoại giao Tòa Thánh. Thông báo của Phòng Báo chí Tòa Thánh cho biết "Đây là lần đầu tiên một vị Tổng bí thư Đảng Cộng sản Việt Nam gặp Đức Giáo hoàng và các vị lãnh đạo cấp cao của Phủ Quốc Vụ Khanh Tòa Thánh. Trong các cuộc nói chuyện thân mật các vị đã bàn về những vấn đề có quan hệ đối với Việt Nam và Tòa Thánh, đồng thời bày tỏ ước muốn một số tình trạng còn tồn đọng sớm được giải quyết và sự cộng tác phong phú hiện nay có thể được củng cố". Một trong những kết quả của quan hệ này phía là Nhà nước Việt Nam đồng ý để Tòa Thánh bổ nhiệm một vị Đại diện không thường trú tại Việt Nam, đó là Tổng Giám mục Leopoldo Girelli hồi năm 2011, việc bổ nhiệm này đã cho phép vị Tổng Giám mục này có thể đi thăm một số giáo phận, giáo xứ, dòng tu ở Việt Nam.
Ngày 22 tháng 3 năm 2014: Chủ tịch Quốc hội Nguyễn Sinh Hùng hội kiến Giáo hoàng Phanxicô.
Ngày 18 tháng 10 năm 2014: Thủ tướng Nguyễn Tấn Dũng hội kiến Giáo hoàng Phanxicô và Hồng y Quốc vụ khanh Pietro Parolin.
Ngày 24 tháng 11 năm 2016, Chủ tịch nước Trần Đại Quang hội kiến Giáo hoàng và Thủ tướng Vatican tại Vatican.
Trong thời gian qua, Ủy ban làm việc chung giữa Tòa Thánh và Nhà nước Việt Nam vẫn gặp gỡ hàng năm để thảo luận về quan hệ hai bên.
Ngày 20 tháng 10 năm 2018, sau cuộc hội kiến của ông Trương Hòa Bình, Phó Thủ tướng Việt Nam với Giáo hoàng Phanxicô, hai bên nhất trí sẽ nâng cấp quan hệ ngoại giao lên mức "Đại diện Thường trú".

### Vòng thứ hai
Phiên họp vòng hai của Nhóm Công tác Hỗn hợp Việt Nam - Vatican đã diễn ra trong hai ngày 23 và 24 tháng 6 năm 2010 tại Vatican để tiếp nối các công việc của phiên họp vòng một đã diễn ra ngày 17 tháng 2 năm 2009 tại Hà Nội. Đồng chủ tọa các vòng họp là Đức ông Ettore Balestreto, Thứ trưởng Thánh Bộ Quan hệ với các quốc gia của Tòa Thánh và ông Nguyễn Quốc Cường - Thứ trưởng Ngoại giao Việt Nam. Cuộc họp kết thúc bằng một thỏa thuận rằng, Vatican sẽ có một đại diện không thường trú của họ đến Việt Nam do Giáo hoàng bổ nhiệm. Ngày 13 tháng 1 2011, Giáo hoàng Biển Đức XVI đã bổ nhiệm Tổng Giám mục Leopoldo Girelli - Sứ thần Tòa Thánh tại Singapore, Malaysia, Brunei kiêm chức Đặc phái viên không thường trú cho Tòa Thánh tại Việt Nam.

### Vòng thứ tư
Vòng đàm phán lần thứ 4 diễn ra từ ngày 13 đến 14 tháng 6 năm 2013 trong tại Vatican. Phái đoàn Vatican do Đức ông Antoine Camilleri - thứ trưởng ngoại giao Tòa Thánh dẫn đầu, Thứ trưởng Ngoại giao Bùi Thanh Sơn dẫn đầu phái đoàn Việt Nam. Vòng đàm phán này, phía Tòa Thánh nhấn mạnh mong muốn tiếp tục phát triển quan hệ Việt Nam - Tòa Thánh và việc cần thiết sớm có Đặc phái viên thường trú của Vatican tại Việt Nam để phục vụ cho lợi ích của các bên, còn Chính phủ Việt Nam khuyến khích Giáo hội Công giáo tham gia đầy đủ trong sự phát triển của dân tộc Việt Nam.

### Vòng thứ năm
Cuộc gặp gỡ lần thứ năm của Nhóm làm việc chung đã diễn ra vào các ngày 10 và 11 tháng 9 năm 2014 tại Hà Nội. Phái Đoàn Tòa Thánh đã đánh giá cao phía chính quyền Việt Nam các cấp dành cho Giáo hội Công giáo tại Việt Nam để thi hành sứ mạng của mình, ghi nhận những tiến triển trong chính sách tôn giáo được phản ánh trong Hiến pháp sửa đổi năm 2013, tạo điều kiện dễ dàng cho các cuộc viếng thăm công tác của Tổng giám mục Leopoldo Girelli - Đặc phái viên không thường trú của Tòa Thánh tại Việt Nam và tái khẳng định rằng Tòa Thánh coi trọng việc phát triển quan hệ với Việt Nam nói riêng, và với châu Á nói chung và mong tiến tới mục tiêu thiết lập quan hệ ngoại giao với Việt Nam, và cùng với Giáo hội Công giáo tại nước này góp phần tích cực hơn nữa vào việc phát triển đất nước trong các lãnh vực mà Giáo hội Công giáo có thế mạnh như y tế, giáo dục, từ thiện và các hoạt động nhân đạo. Phái Đoàn Tòa Thánh nhấn mạnh rằng Giáo hoàng Phanxicô quan tâm theo dõi những tiến triển gần đây trong quan hệ giữa Tòa Thánh và Việt Nam và ông khích lệ cộng đồng Công giáo tại Việt Nam tiếp tục góp phần đẩy mạnh các mục tiêu chính của đất nước. Phía Việt Nam thì tái khẳng định chính sách nhất quán của Nhà nước và Đảng trong việc tôn trọng tự do tôn giáo và tín ngưỡng của mọi người, và trong việc hỗ trợ Giáo hội Công giáo tại Việt Nam tích cực tham gia vào việc phát triển đất nước về mặt xã hội và kinh tế.

### Vòng thứ sáu
Ngày 27/10/2016, hai bên ra thông cáo chung về kết quả vòng đàm phán thứ sáu. Theo đó, phía Việt Nam tái khẳng định sự cải tiến liên tục và cụ thể trên bình diện lập pháp và chính trị liên hệ tới sự thăng tiến và bảo vệ tự do tín ngưỡng và tôn giáo của các công dân, cũng như sự khuyến khích và liên tục tạo điều kiện dễ dàng cho sự dấn thân tích cực của Giáo hội Công giáo trong chính nghĩa quốc gia phát triển xã hội và kinh tế và Tòa Thánh bày tỏ sự hài lòng với chính phủ Việt Nam vì đã quan tâm đến các nhu cầu của Giáo hội Công giáo, như việc khánh thành Học viện Công giáo mới đây và giúp tổ chức các buổi lễ và các biến cố quan trọng của Giáo hội. Giáo hoàng Phanxicô nồng nhiệt quam tân đến sự phát triển các quan hệ giữa Việt Nam và Tòa Thánh, Tòa Thánh cầu mong cộng đồng Công giáo có thể tiếp tục cống hiến sự đóng giúp quí giá bằng cách cộng tác với các nhân tố khác trong xã hội Việt Nam, và phù hợp với luật pháp có liên quan, để phát triển đất nước và thăng tiến công ích. Thứ trưởng Thường trực Bộ Ngoại giao Bùi Thanh Sơn đánh giá quan hệ hai bên thời gian qua tiếp tục phát triển tích cực thể hiện qua nhiều cuộc tiếp xúc cấp cao và việc duy trì các cơ chế trao đổi thường xuyên giữa Việt Nam và Toà thánh Vatican và đề nghị Toà thánh cũng như Đặc phái viên không thường trú của Toà thánh quan tâm, khuyến khích Giáo hội Công giáo Việt Nam sống tốt đời đẹp đạo, động viên chức sắc và giáo dân Công giáo tại các giáo phận đồng hành cùng đất nước, tham gia đóng góp một cách tích cực vào công cuộc phát triển kinh tế - xã hội của cả nước và ở từng địa phương.Thứ trưởng Ngoại giao Toà thánh Vatican Antoine Camilleri cảm ơn sự quan tâm của Nhà nước Việt Nam dành cho Giáo hội Công giáo Việt Nam, đánh giá cao việc các cơ quan chính quyền Việt Nam đã tạo điều kiện thuận lợi cho Đặc phái viên không thường trú của Toà thánh thực hiện tốt các chuyến thăm mục vụ Việt Nam và khẳng định Giáo hoàng Francis và Toà thánh Vatican luôn mong muốn quan hệ Việt Nam – Vatican ngày càng phát triển và cộng đồng Công giáo Việt Nam thực hiện tốt đường hướng “sống Phúc âm trong lòng dân tộc”, “giáo dân tốt là công dân tốt’, nghiêm chỉnh chấp hành pháp luật và tích cực đóng góp vào công cuộc phát triển đất nước theo tinh thần Sứ điệp và Huấn từ của Giáo hoàng.

### Thỏa thuận về quy chế của Đại diện Thường trú của Tòa Thánh tại Việt Nam
Theo thông báo của Phòng Báo chí Tòa Thánh, nhân chuyến thăm Vatican của ông Võ Văn Thưởng, Chủ tịch nước Cộng hòa Xã hội Chủ nghĩa Việt Nam, vào ngày 27 tháng 7 năm 2023, dựa trên những tiến bộ đạt được trong các Phiên họp của Nhóm làm việc chung giữa Việt Nam và Tòa Thánh, đặc biệt là phiên họp thứ 10 vào ngày 31 tháng 3 năm 2023 tại Vatican, và với mong muốn tiếp tục thúc đẩy các quan hệ song phương, hai bên chính thức thông báo rằng "Chính phủ nước Cộng hòa Xã hội Chủ nghĩa Việt Nam và Tòa thánh đã ký kết “Thỏa thuận về Quy chế của Đại diện Thường trú của Tòa Thánh và về Văn phòng Đại diện Thường trú của Tòa Thánh tại Việt Nam”".
Đây là một bước tiến mới trong quan hệ giữa Việt Nam và Tòa Thánh, hướng đến việc thiết lập lại chế độ thường trú của vị Đại diện Thường trú (Khâm sứ) của Tòa Thánh tại Việt Nam, lần đầu tiên kể từ năm 1975.
Ngày 28 tháng 7 năm 2023, Hội đồng Giám mục Việt Nam cũng đã có thông báo về “Thỏa thuận về Quy chế của Đại diện Thường trú của Tòa Thánh và về Văn phòng Đại diện Thường trú của Tòa Thánh tại Việt Nam”, cho biết "thành quả này là tiền đề cho mối quan hệ Việt Nam - Vatican để tiến lên cấp độ cao hơn trong tương lai, và một ngày gần đây chúng ta có thể đón Đức Giáo hoàng đến thăm quê hương và dân tộc Việt Nam yêu dấu."

## Phái viên của Tòa Thánh tại Việt Nam
| TT | Phái viên                     | Ngày được bổ nhiệm | Ngày hết nhiệm | Người bổ nhiệm          | Chức danh |
| -- | ----------------------------- | ------------------ | -------------- | ----------------------- | --- |
| *  | Henry Lécroart, SJ            | 1922               | 1925           | Giáo hoàng Piô XI       | Đại diện Tòa Thánh tại Tcheli (Trung Quốc) Thanh tra Tòa Thánh tại Đông Dương                                         |
| 1  | Constantin Ayuti              | 25/05/1925         | 1928           | Giáo hoàng Piô XI       | Khâm sứ Tòa Thánh tại Đông Dương Tòa Khâm sứ Huế                                                                      |
| 2  | Victor Colombanus Dreyer, OFM | 24/11/1928         | 19/11/1936     | Giáo hoàng Piô XI       | Khâm sứ Tòa Thánh tại Đông Dương Tòa Khâm sứ Huế                                                                      |
| 3  | Antonin Fernand Drapier, OP   | 19/11/1936         | 18/10/1950     | Giáo hoàng Piô XI       | Khâm sứ Tòa Thánh tại Đông Dương Tòa Khâm sứ Huế                                                                      |
| 4  | John Dooley, SSCME            | 18/10/1951         | 15/09/1959     | Giáo hoàng Piô XII      | Khâm sứ Tòa Thánh tại Đông Dương Tòa Khâm sứ Hà Nội                                                                   |
| *  | Giuseppe Caprio               | 15/02/1956         |                | Giáo hoàng Piô XII      | Thanh tra Tông Tòa tại Sài Gòn Đại lý Khâm sứ (từ 1957)                                                               |
| 5  | Mario Brini                   | 12/9/1959          | 14/10/1961     | Giáo hoàng Gioan XXIII  | Khâm sứ Tòa Thánh Tòa Khâm sứ Sài Gòn                                                                                 |
| 6  | Salvatore Asta                | 13/10/1962         | 23/3/1964      | Giáo hoàng Gioan XXIII  | Khâm sứ Tòa Thánh tại Đông Dương Tòa Khâm sứ Sài Gòn                                                                  |
| 7  | Angelo Palmas                 | 17/06/1964         | 19/04/1969     | Giáo hoàng Gioan XXIII  | Khâm sứ Tòa Thánh tại Việt Nam Tòa Khâm sứ Sài Gòn                                                                    |
| 8  | Henri Lemaître                | 30/5/1969          | 05/06/1975     | Giáo hoàng Phaolô VI    | Khâm sứ Tòa Thánh tại Việt Nam và Campuchia Tòa Khâm sứ Sài Gòn                                                       |
| *  | Francesco De Nittis           |                    |                |                         | Thường vụ Khâm sứ (1962, 1963, 1964)                                                                                  |
| 9  | Leopoldo Girelli              | 13/01/2011         | 13/09/2017     | Giáo hoàng Biển Đức XVI | Đại diện không trường trú của Tòa Thánh Tòa sứ thần Singapore                                                         |
| 10 | Marek Zalewski                | 21/05/2018         |                | Giáo hoàng Phanxicô     | Đại diện không trường trú của Tòa Thánh (2018–2023) Đại diện trường trú của Tòa Thánh (từ 2023) Tòa sứ thần Singapore |